# Mercurol
Mercurol ist eine ehemalige französische Gemeinde mit zuletzt 2.284 Einwohnern (Stand 2016) im Département Drôme in der Region Auvergne-Rhône-Alpes. Sie gehörte zum Arrondissement Valence und zum Kanton Tain-l’Hermitage. 
Sie wurde mit Wirkung vom 1. Januar 2016 mit der früheren Gemeinde Veaunes fusioniert und zur Commune nouvelle Mercurol-Veaunes zusammengelegt.
Der Ort erhielt die Auszeichnung „Zwei Blumen“, die vom Conseil national des villes et villages fleuris (CNVVF) im Rahmen des jährlichen Wettbewerbs der blumengeschmückten Städte und Ortschaften verliehen wird.

## Geographie
Mercurol liegt etwa 16 Kilometer nördlich von Valence am Fluss Rhone im Weinbaugebiet Crozes-Hermitage. Umgeben wird Mercurol von den Nachbarorten Chantemerle-les-Blés im Norden, Chavannes im Nordosten, Veaunes im Osten, Chanos-Curson im Osten und Südosten, La Roche-de-Glun im Süden und Südwesten, Tournon-sur-Rhône im Westen und Südwesten, Tain-l’Hermitage im Westen sowie Larnage im Nordwesten.
Durch das Gebiet führen die Autoroute A7 und die Route nationale 7.

## Geschichte
Durch die frühere Gemeinde führte die alte Römerstraße, die Via Agrippa.

## Bevölkerungsentwicklung
| 1962                      | 1968 | 1975  | 1982  | 1990  | 1999  | 2006  | 2016  |
| ------------------------- | ---- | ----- | ----- | ----- | ----- | ----- | ----- |
| 837                       | 907  | 1.011 | 1.313 | 1.643 | 1.670 | 2.019 | 2.284 |
| Quelle: Cassini und INSEE |      |       |       |       |       |       |       |

## Sehenswürdigkeiten

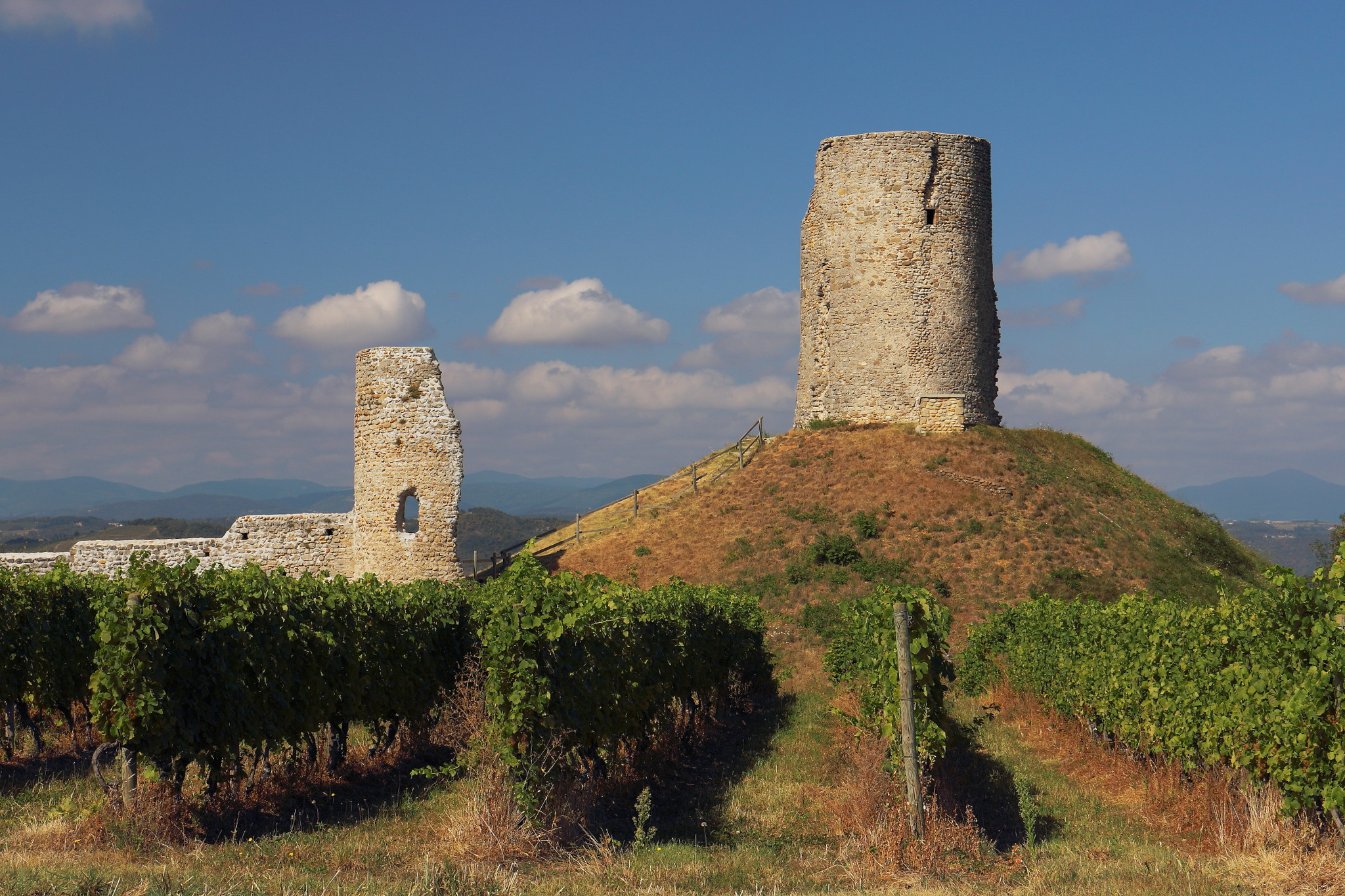
Burgruine Mercurol

- Kirche Sainte-Anne aus dem 16. Jahrhundert, im 19. Jahrhundert restauriert
- Kapelle Saint-Pierre in Marnas, 1015 bereits erwähnt, von 2000 bis 2008 restauriert
- Burgruine von Mercurol mit Donjon, vermutlich im 11. Jahrhundert errichtet
- Wehrhaus Blanchelaine, Ende des 15. Jahrhunderts erbaut